# Línea Verde (Chipre)

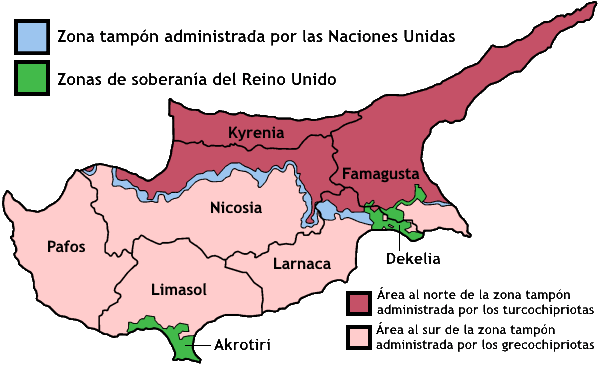
La zona desmilitarizada se muestra en color azul

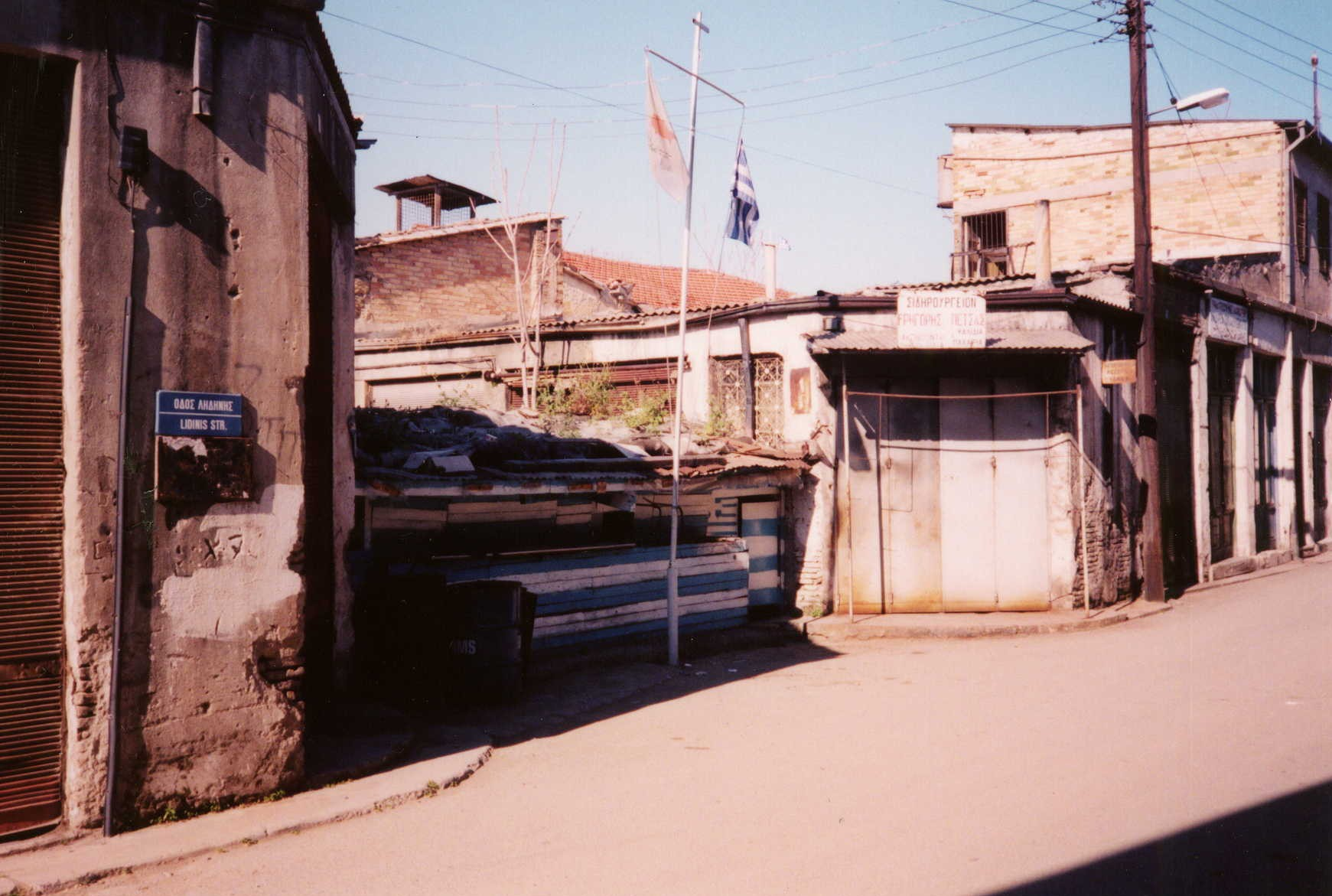
Línea Verde de Nicosia, Chipre.

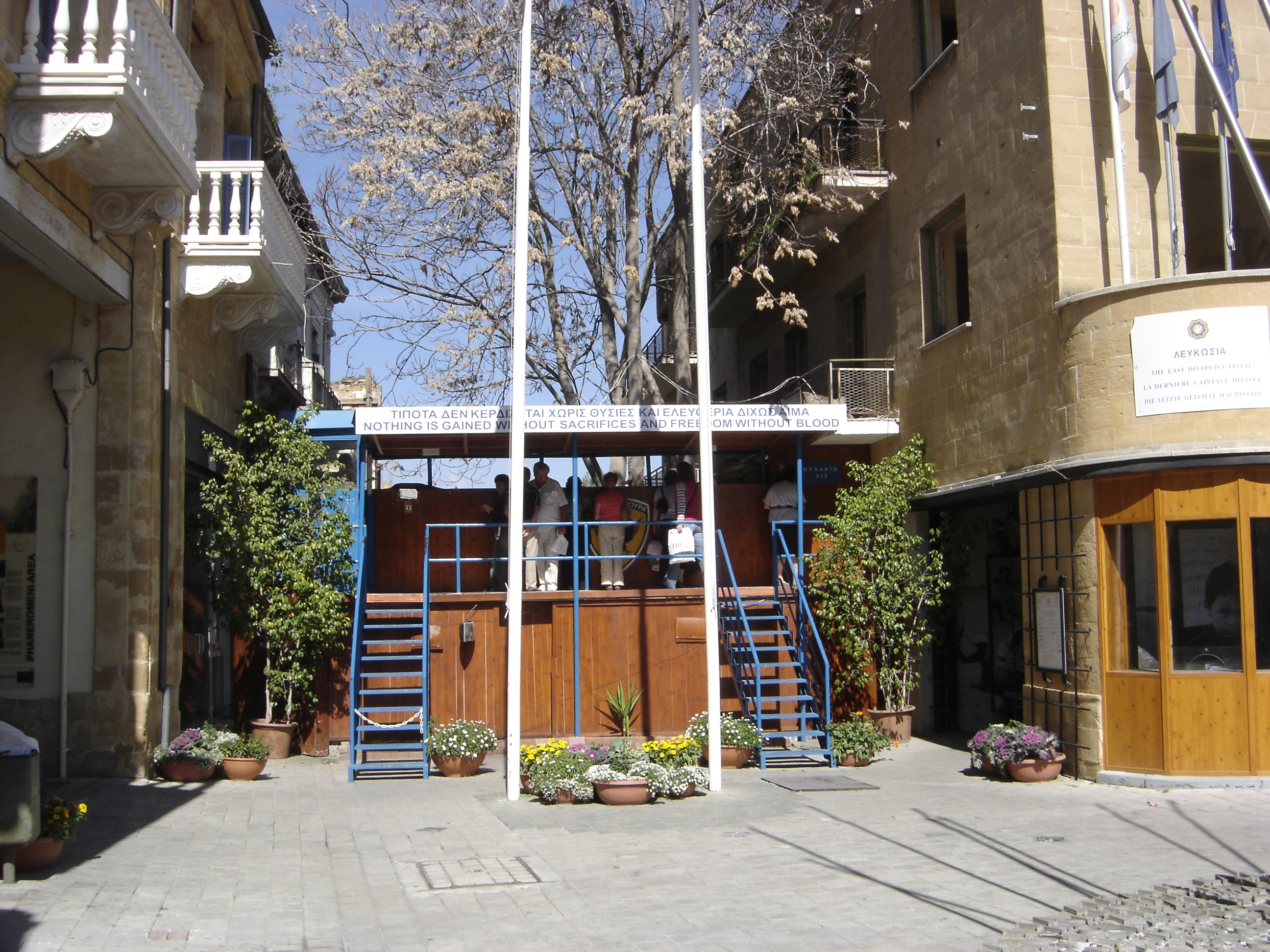
Calle de Nicosia cortada por la Línea Verde.

La Línea Verde es una zona desmilitarizada que divide la isla de Chipre, así como su capital Nicosia, en dos partes, una septentrional bajo el poder de la República Turca del Norte de Chipre, y la parte meridional bajo el control de la República de Chipre. El paso a través de la misma se hace, exclusivamente, por Ledra Palace Check Point y Ledra Street Crossing Point, lugares controlados por las fuerzas de seguridad de ambos países y de UNFICYP. Su ancho es variado (siendo, en promedio, el correspondiente a una calle) y su patrullaje interno es realizado por las tropas de UNFICYP de Naciones Unidas.

## Historia
Durante las campañas de la EOKA de la década de 1950, los barrios griego y turco de la capital estaban divididos por una cerca de alambre establecido para mantener a las dos comunidades separadas a fin de evitar el derramamiento de sangre entre comunidades. Esta línea más o menos seguía el curso de las calles de Pafos y Hermes.
En 1960, Chipre se transformó en un país independiente y bicomunal, con una población mayoritaria de origen griego y una minoría de la etnia turca.  Los tres primeros años de país independiente fueron de calma y sin separación física de las comunidades. 
En diciembre, la ciudad de Nicosia fue el centro de violentos enfrentamientos intercomunales. Los disparos del 21 de diciembre de 1963 terminaron con la coexistencia pacífica y resultaron en una división de facto de la ciudad.
En la noche de Navidad, el Group Captain Mark Hobden, a cargo del No 3 Wing, RAF Regiment con base en Akrotiri, recibió la orden de constituirse con su personal en Nicosia. Esta orden era consecuencia de un acuerdo entre Reino Unido, Grecia y Turquía para establecer una fuerza de tarea (denominada por los británicos como Joint Truce Force) entre los tres países, con mayoría de los primeros y bajo el mando del Mayor General Peter Young con el objeto de restablecer el orden.
El Secretario Británico para las Relaciones de la Commonwealth, Duncan Sandys, viajó a la isla con la intención de restaurar la calma. Se hicieron una serie de encuentros con los delegados turcochipriotas y grecochipriotas bajo la dirección de Sandys. Durante los mismos, el Mayor General Peter Young, quien estaba a cargo de las tropas británicas llegadas para supervisar el alto el fuego, marcó una Línea Verde el 30 de diciembre de 1963 sobre el mapa de confrontación de Nicosia.

El mayor Perrett-Young, oficial de inteligencia del general Peter Young relató:
El "verde" no fue una elección al azar. Teniendo en cuenta las sensibilidades entre facciones, mi elección fue bastante deliberada. El azul y el rojo, aparte de la asociación de este último con el "enemigo" y con sus connotaciones griegas y turcas respectivamente, no eran precisamente adecuados. El "verde", que se utiliza habitualmente para marcar emplazamientos/fortificaciones y campos minados, parecía el menos controvertido".
El  general Young ordenó a su oficial de inteligencia hacer copias del acuerdo mecanografiado y enviarlas a la Joint Truce Force.
La línea corrió, a partir de 1964, dentro de la ciudad antigua de Nicosia por las calles Paphos y Hermes, mayormente sector comercial grecochipriota.  Las posiciones turcochipriotas estaban entre cincuenta y cien metros al norte de esas calles. Ya en 1965, UNFICYP autorizó a familias refugiadas turcochipriotas ocupar casas vacías entre dichas posiciones y la Línea Verde.
A partir de julio de 1974, con motivo de la Operación Atila, fue fortalecida, modificada y todo movimiento a través de ella estrictamente controlado constituyéndose como frontera entre Turquía y Chipre. Desde entonces se emplea la denominación de línea verde o Green Line, por analogía, a toda la zona de amortiguación (Buffer Zone), separando a las dos comunidades mediante una combinación de barricadas, bolsas de arena, alambres de púas y puestos de guardia desde Famagusta a Kokkina.
En 1983, la parte turcochipriota se autoproclamó independiente como República Turca del Norte de Chipre, país únicamente reconocido por Turquía, heredando el control de la zona septentrional de la isla.
Esta línea también se denomina en algunos casos como Línea Atila, nombre en clave dado por las fuerzas turcas durante la intervención militar de la isla en la llamada Operación Atila.
Es de destacar que su emplazamiento fuera de la ciudad de Nicosia no es exactamente igual a lo establecido con el alto el fuego del 16 de agosto de 1974 pues el ejército turco ha realizado limitados avances varios sectores como Angolemi, Lourojina, Galini, etc. (ver Operación Atila).

## Actualidad

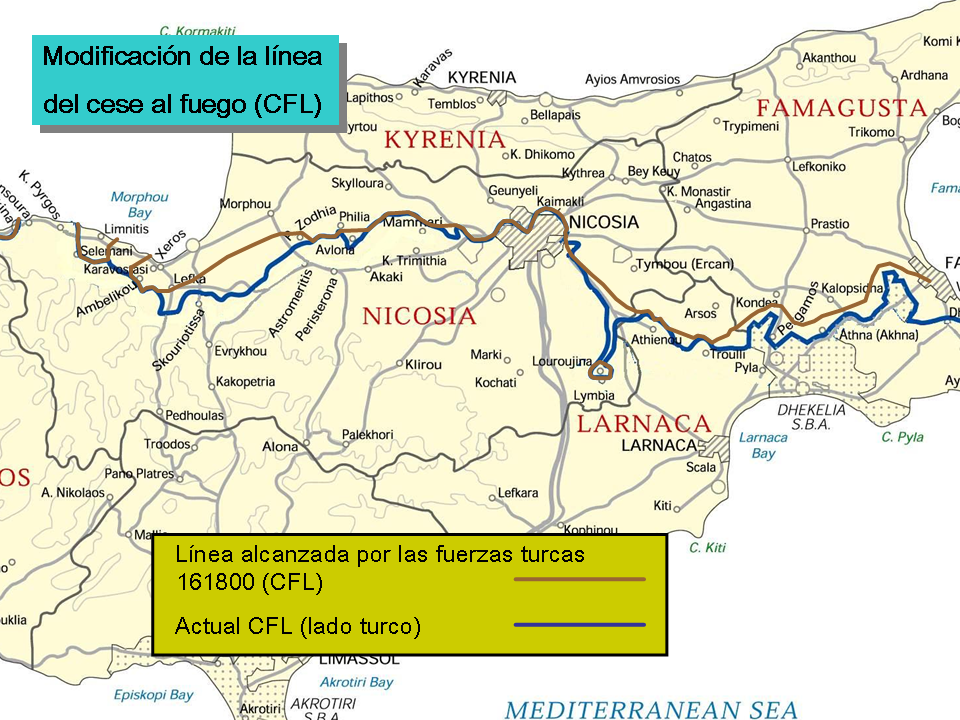
Diferencia entre las posiciones turcas el 161800 Ago 74 y la actual línea de cese al fuego.

En la madrugada del 8 al 9 de marzo de 2007, el gobierno grecochipriota comenzó a derribar parte de la Línea Verde en «una señal de buena voluntad», según afirmó el portavoz gubernamental Christodoulos Pashardes, lo que ha sido bien recibido por el líder turcochirpiota Mehmet Ali Talat, aunque se ha advertido que la medida, con ser positiva, no es ni definitiva ni constituye el final del conflicto de ambas comunidades. En enero, el gobierno turcochipriota también había realizado gestos de acercamiento al destruir un puente peatonal que, a decir de la otra parte, violaba la Línea Verde.
Dentro de la Buffer Zone se encuentra desplegado UNFICYP, dividido en tres sectores. Estos sectores se suman a la Fuerza Móvil de Reserva (MFR); UNCIVPOL y otras estructuras menores:

### Sector One
| País aportante de tropas | Efectivos                                              |
| ------------------------ | ------------------------------------------------------ |
| Argentina                | 212. Incluyen 14 chilenos, 14 paraguayos y 1 brasileño |
| Total                    | 212                                                    |

El Sector Uno cubre una distancia de aproximadamente 90 kilómetros desde la aldea de Kokkina, en la costa occidental de Chipre hasta la aldea de Mammari, al oeste de Nicosia.
Ha sido el responsable del Contingente Argentino, junto a militares chilenos, paraguayos y brasileños, desde el 16 de octubre de 1993. Su rotación es cada 6 meses a excepción de los MOLOs (Oficiales de Observadores Militares y de Enlace), que mantienen contacto diario con el personal militar en los dos bandos,  que lo hacen cada 12 meses.
Sector Uno tienen su puesto comando y una compañía en San Martín Camp, en la aldea Skouriotissa. Una compañía y la apoyo se encuentran en Roca Camp, en Xeros. Las dos compañías de la línea se despliegan a lo largo de cuatro bases de patrullas dotadas de forma permanente que realizan patrullas móviles junto con personal de los campos San Martín y Roca.

### Sector Two
| País aportante de tropas | Efectivos |
| ------------------------ | --------- |
| Reino Unido              | 183       |
| Total                    | 183       |

El Sector Dos es responsabilidad del contingente británico desde 1993, cuando el contingente canadiense retiró su contribución principal a UNFICYP.
Debe patrullar y monitorear la actividad militar de más de 30 kilómetros a lo largo de la zona de amortiguamiento, comenzando en el extremo este de la aldea Mammari y terminando en el pueblo de Kaimakli al este de Nicosia.
El puesto comando del Sector se encuentra en Wolseley Barracks, dentro de la zona de seguridad, cerca del borde occidental de las murallas venecianas que rodean el casco antiguo de Nicosia.
El hotel Ledra Palace, donde están estacionadas las tropas del sector, ha sido la sede de las fuerzas de paz de la UNFICYP desde 1974, en virtud de un acuerdo con el Gobierno de Chipre. Una compañía se encuentra en las líneas de cesación del fuego.

### Sector Four
| País aportante de tropas | Efectivos                                 |
| ------------------------ | ----------------------------------------- |
| Eslovaquia               | 96                                        |
| Hungría                  | 57                                        |
| Serbia                   | 49. De ellos 2 son croatas y 2 ucranianos |
| Total                    | 202 (2014)                                |

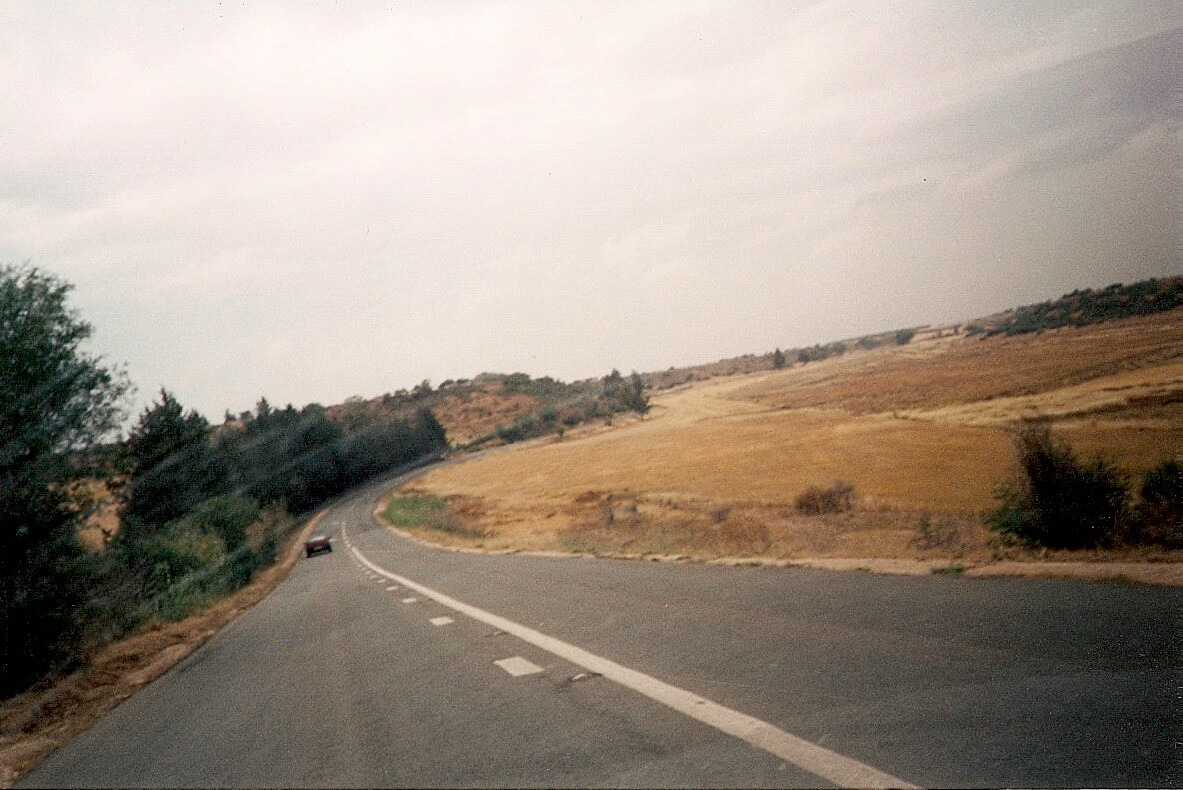
Corredor Ayios Nikolaos - Dhekelia. A la izquierda territorio controlado por el Gobierno Chipriota, al centro camino soberano británico y a la derecha sector controlado por la RTNC.

El Sector Cuatro está bajo la responsabilidad de un contingente eslovaco, húngaro y serbio.
La responsabilidad de la unidad es patrullar y monitorear la actividad militar de más de 65 kilómetros a lo largo de la zona de amortiguamiento, comenzando en el extremo este de la aldea Kaimakli y terminando en el pueblo de Dherinia en la costa este de la isla.
La zona de soberanía británica cerca de Dhekelia se extiende entre dos puntos de la zona de amortiguamiento:  Pyla y Strouvilia. La base soberana está fuera del área de responsabilidad de la misión.
El Puesto Comando del Sector se ubica en Famagusta, en General Stefanik Camp.
Una compañía se despliega a lo largo de las dos líneas de alto el fuego de la zona de amortiguamiento del sector. Tiene una sección con base en Athienou, responsable de la mitad occidental del Sector; una segunda sección se basa en Dherinia, responsable de la mitad oriental, incluyendo la ciudad abandonada de Varosha; una tercera sección se basa en Pyla encargada de supervisar la actividad militar en el único pueblo de las dos comunidades dentro de la zona de amortiguamiento.

## Información complementaria
Malcolm Brooke. Mapa conteniendo la línea verde acordada en diciembre de 1963
Malcolm Brooke. Mapas conteniendo la línea verde en la actualidad